# Joseph Kelway
Joseph Kelway est un claveciniste, organiste et compositeur anglais né vers 1702 (peut-être à Chichester) et décédé à Londres en 1782.

## Biographie
À propos de ses études, on sait que Kelway travailla sporadiquement avec Chilcot et que Geminiani lui donna des cours.
En 1730, il fut nommé organiste de la paroisse Saint-Michael Cornhill à Londres et six ans plus tard, de celle de Saint Martin in the Fields. D’après Sainsbury, « son jeu à l’orgue était tellement excellent que Haendel allait souvent l’écouter à l’église ».
Sa réputation de claveciniste et de professeur dut être grande car, en 1761, il devint professeur de la reine Charlotte.
Comme compositeur, il laisse six sonates pour clavecin – publiées à Londres vers 1764 – qui témoignent « d’une originalité et d’une hardiesse considérables. […] Les mouvements vifs sont extrêmement brillants […] tandis que les mouvements lents présentent un lyrisme fascinant ». Il laisse aussi plusieurs pièces pour clavecin dont les manuscrits sont conservés à Londres, à la British Library, et à Cambridge, au Fitzwilliam Museum.